# Fierenana (Moramanga)
Pour les articles homonymes, voir Fierenana.
Fierenana est une commune urbaine malgache située dans la partie centre-est de la région d'Alaotra-Mangoro.